# Target Earth
Target Earth (Assault suit Leynos Jūsō kihei Reinosu au Japon) est un jeu vidéo d'action sorti en 1990 sur Mega Drive. Le jeu a été développé par NCS Masaya et édité par DreamWorks.